# 中郡村 (山形県)
中郡村（ちゅうぐんむら）は山形県東置賜郡にあった村。現在の川西町中心部の南方一帯、米坂線中郡駅周辺にあたる。

## 地理
- 山：高戸屋山

## 歴史
- 1889年（明治22年）4月1日 - 町村制の施行により、堀金村、高山村、莅村、時田村、南置賜郡下奥田村の区域をもって発足。
- 1955年（昭和30年）1月1日 - 小松町、犬川村、大塚村、南置賜郡玉庭村と合併して川西町が発足。同日中郡村廃止。

## 交通

### 鉄道路線
- 日本国有鉄道
  - 米坂線
    - 中郡駅

### 道路
- 長井街道（現・国道287号）